# Parc Nacional de Lahemaa
El parc nacional de Lahemaa és un parc al nord d'Estònia, a 70 quilòmetres a l'est de la capital Tallinn. El golf de Finlàndia es troba al nord del parc i la carretera Tallinn-Narva (E20) al sud. La seva superfície és de 747 km² (incloent 274,9  km² de mar). Va ser la primera zona a ser designada parc nacional de l'antiga Unió Soviètica. És el parc més gran d'Estònia i un dels parcs nacionals més grans d'Europa. La seva carta demana la preservació, la investigació i la promoció dels paisatges, els ecosistemes, la biodiversitat i el patrimoni nacional del nord d'Estònia.
El nom Lahemaa prové de la part més estudiada i visitada de la costa nord d'Estònia, on quatre grans penínsules (Juminda, Pärispea, Käsmu i Vergi) estan separades entre si per quatre badies (Kolga, Hara, Eru i Käsmu). Lahemaa es tradueix aproximadament com Terra de badies.
El parc nacional, establert el 1971, és un dels principals atractius turístics d'Estònia. Diverses empreses ofereixen paquets turístics d'un dia des de Tallinn, mentre que moltes persones condueixen ells mateixos.

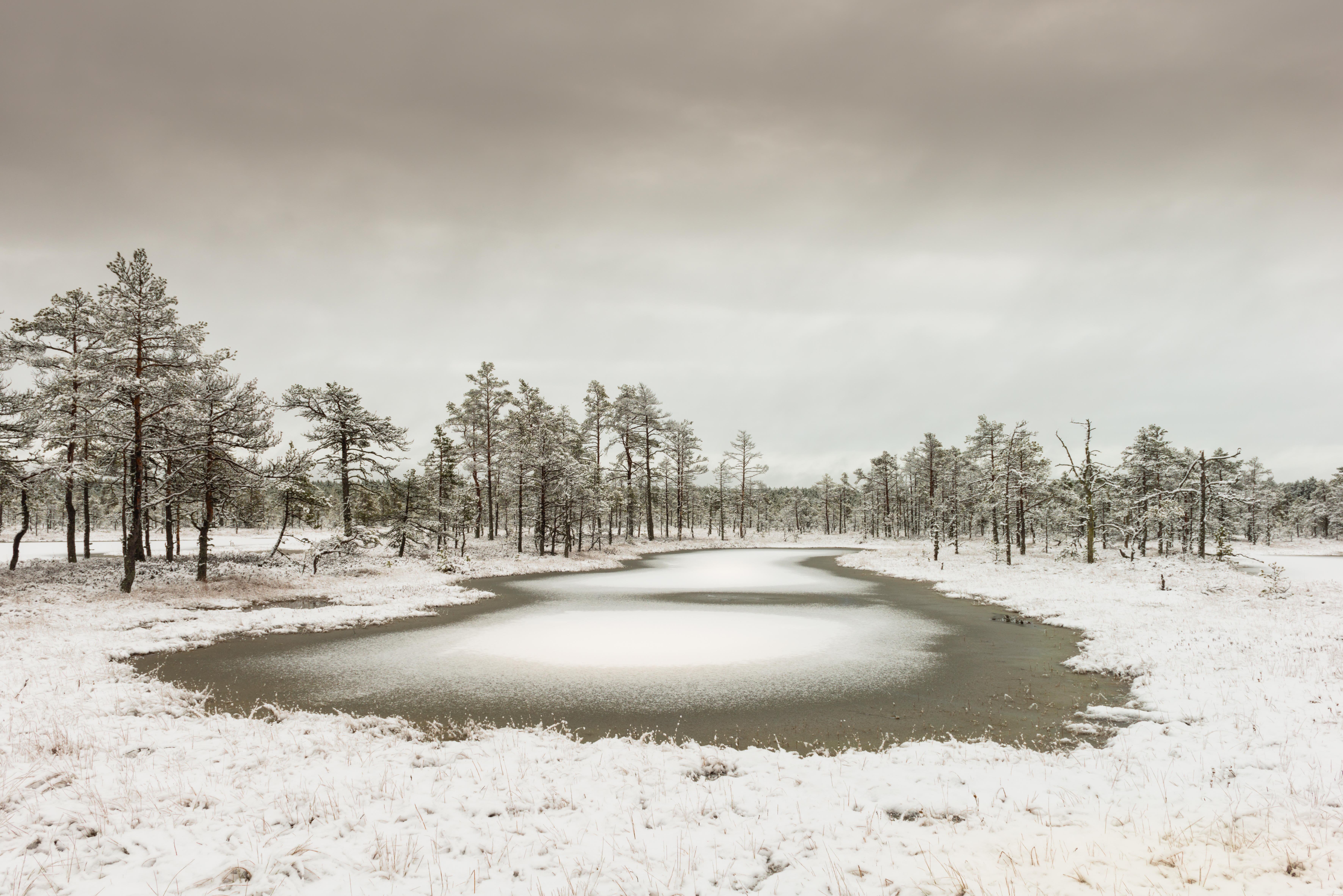
Viru Bog a l'hivern

Amb boscos que cobreixen més del 70 % de Lahemaa, la zona és rica en flora i fauna. El paisatge té moltes pantans elevades, inclosa la reserva de Laukasoo, de 7.000 anys. El parc, marcat per diversos senders, ple de vida salvatge, incloent una població de senglars, cérvols, llops, óssos i linxs. La costa està coberta de roques i roques, utilitzades cada any per les grues com a escala en el seu camí cap al Bòsfor i Egipte.
Hi ha quatre cases pairals situades al parc nacional: la mansió Palmse, la pintoresca mansió Vihula, la mansió Kolga i la mansió barroca Sagadi, la casa pairal més visitada d'Estònia que, juntament amb les altres tres, formen un dels grups de mansions més inusuals del país.
Abans de 1991, la Unió Soviètica operava una gran base submarina secreta a Hara. La base va ser construïda a la dècada del 1950 durant el ple de la Guerra Freda. Les ruïnes d'aquesta antiga base submarina soviètica es troben ara íntegrament a Lahemaa, prop del far de Lahemaa.

## Galeria

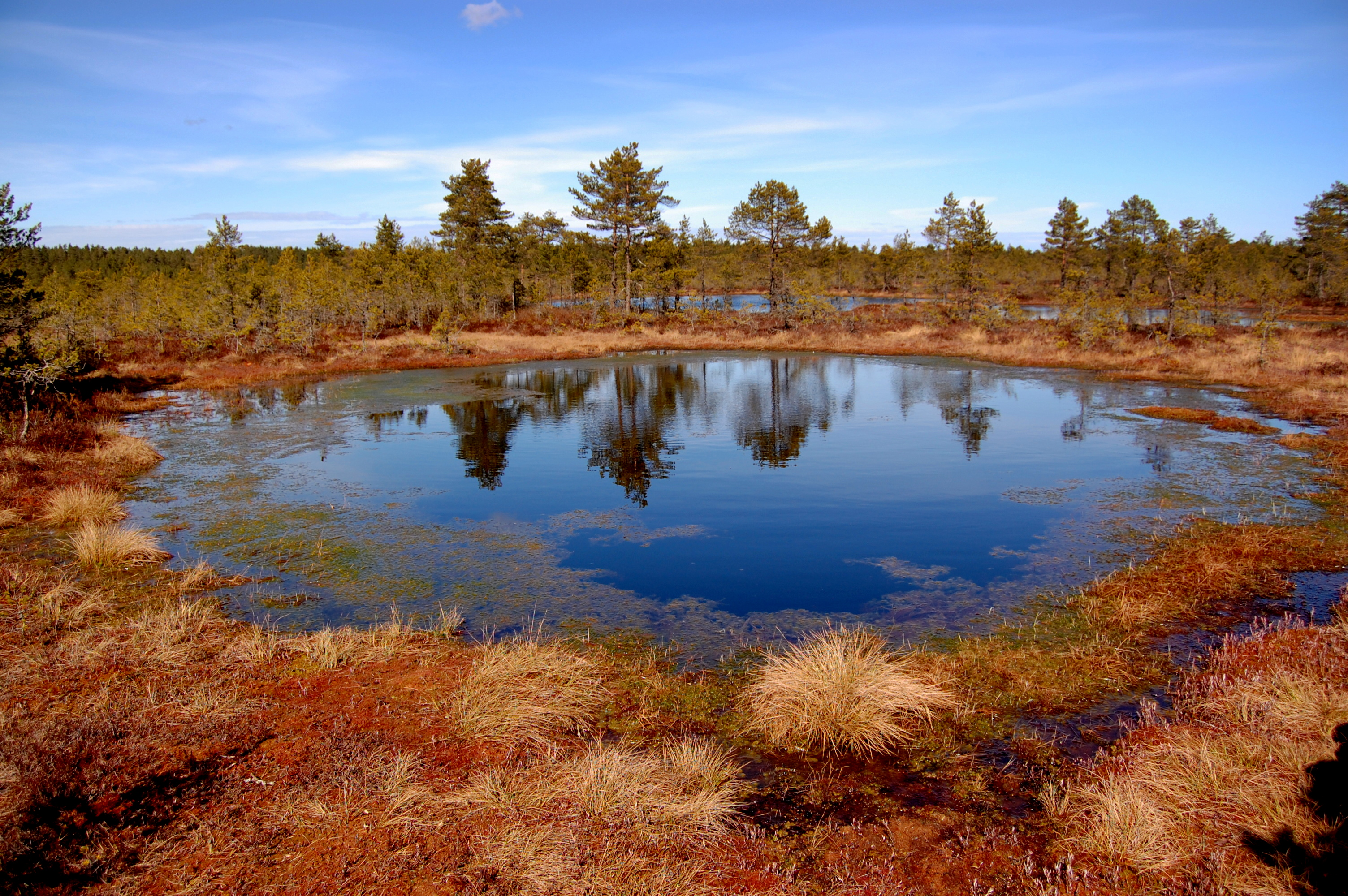
El Viru Bog a la tardor
El pantà a la sortida del sol
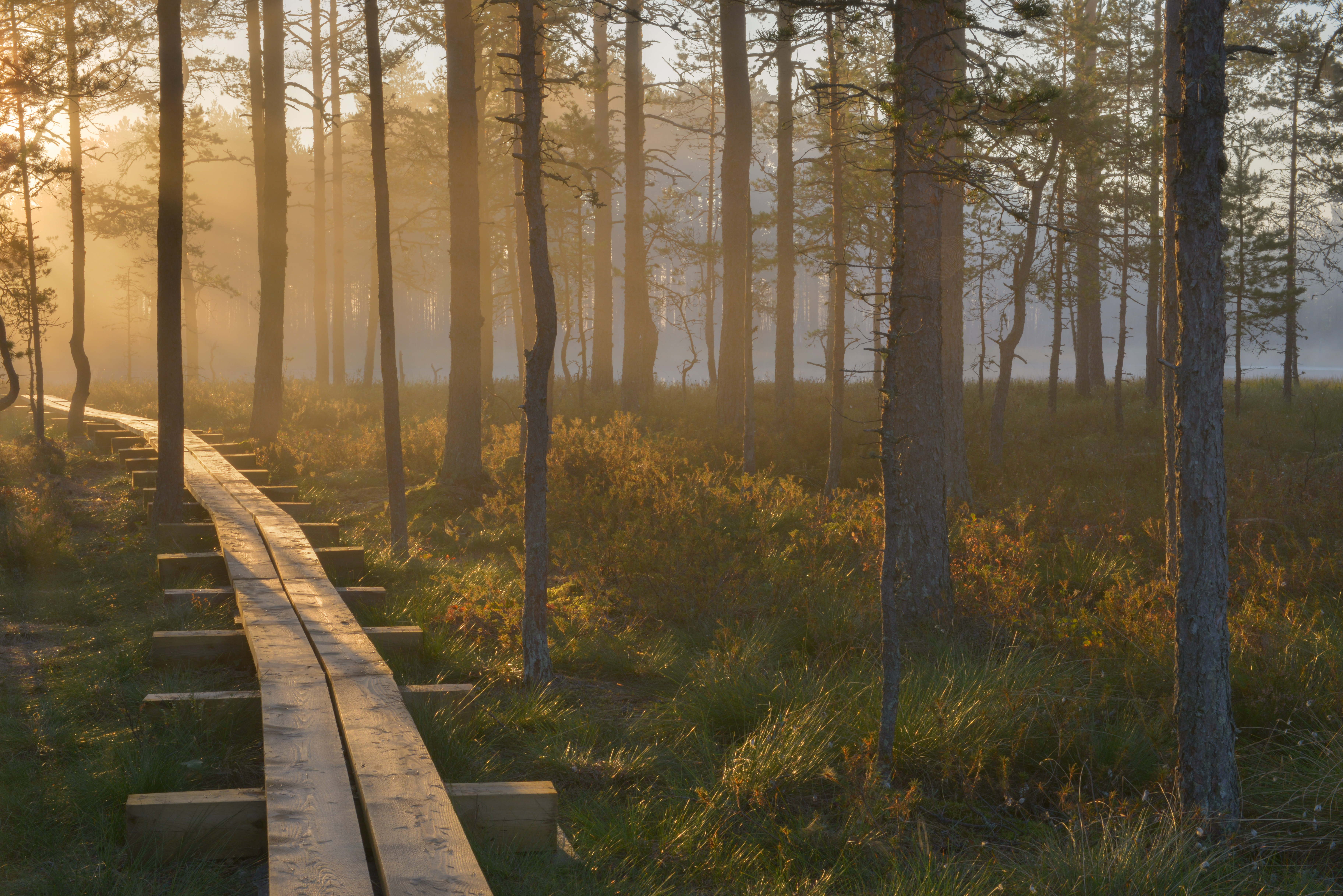
Passeig de fusta prop del pantà
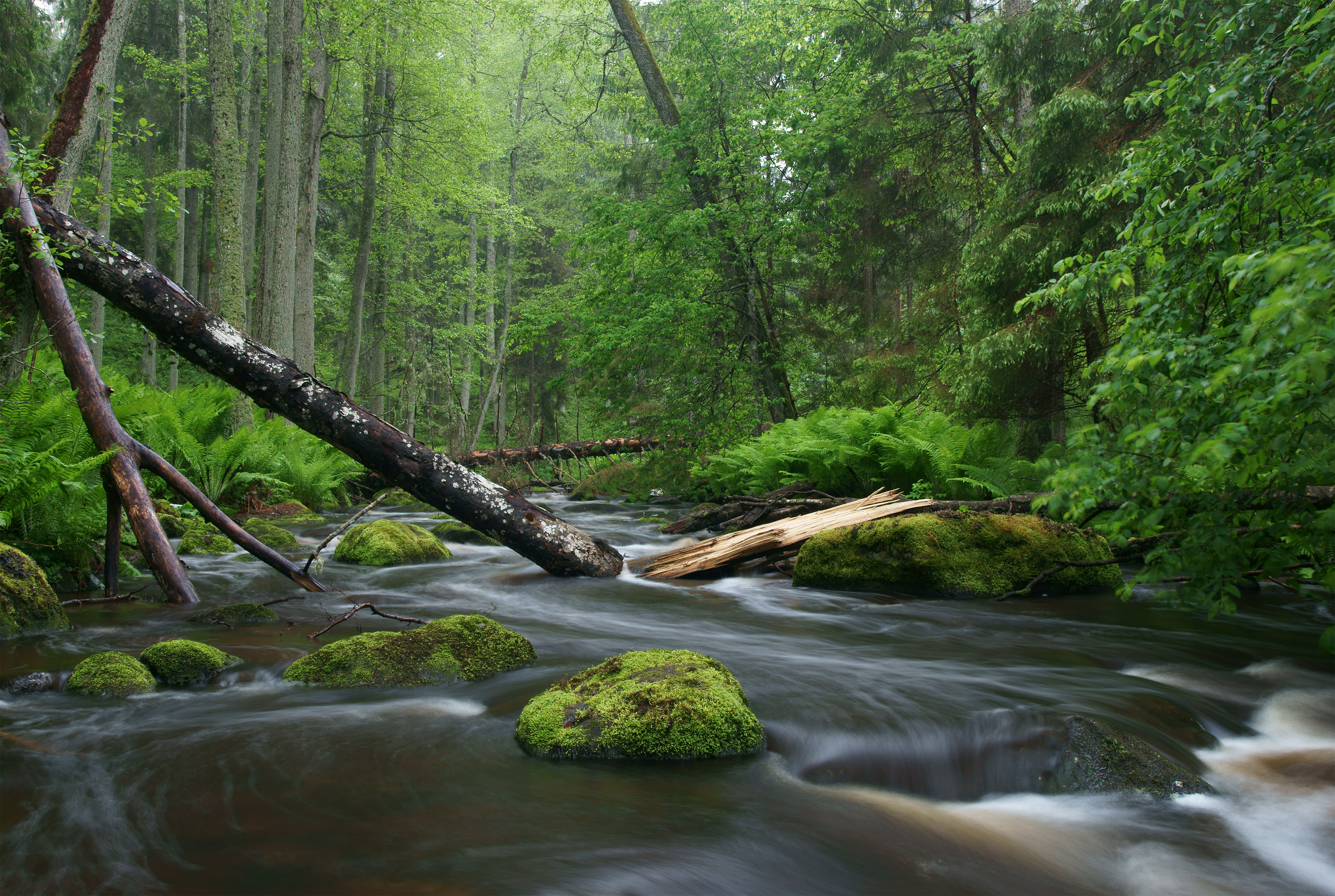
El riu Altja
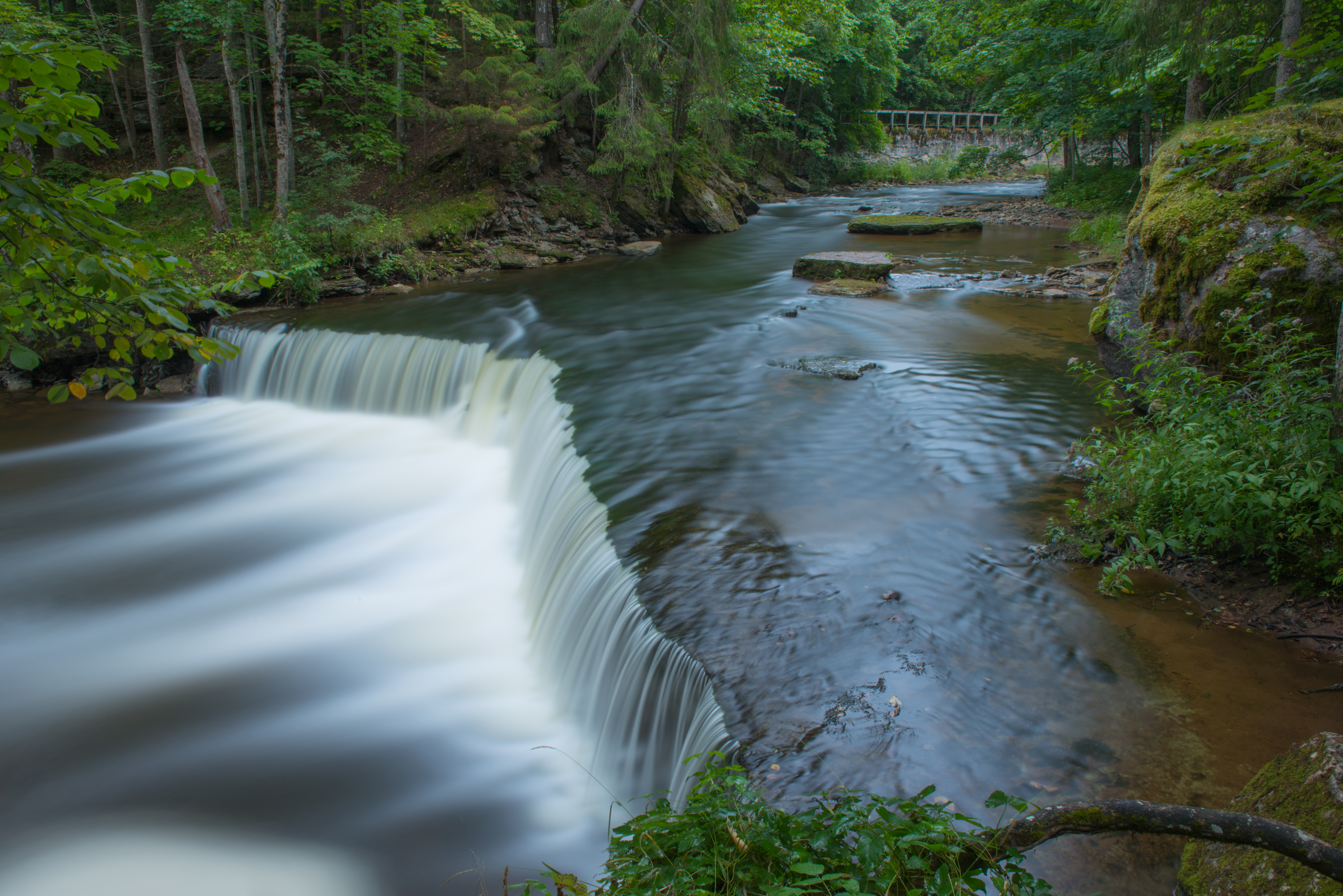
Cascades de Nõmmeveski
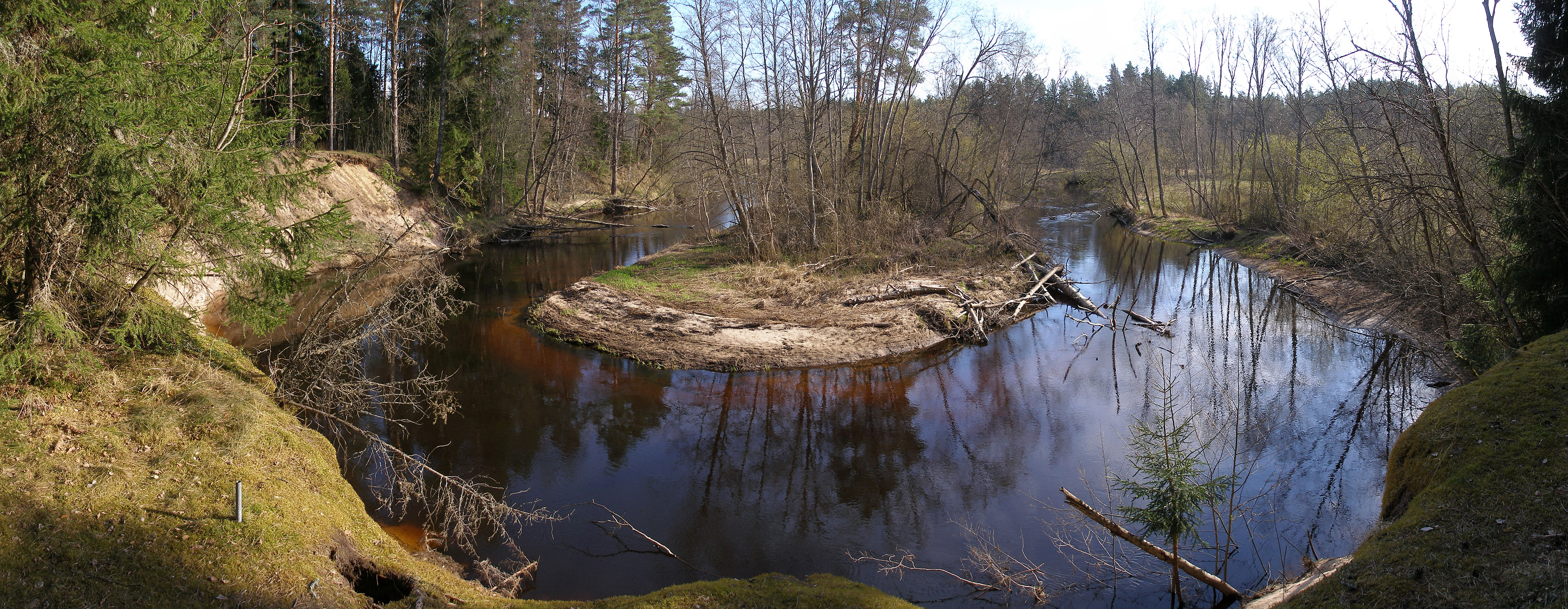
El riu Valgejõgi
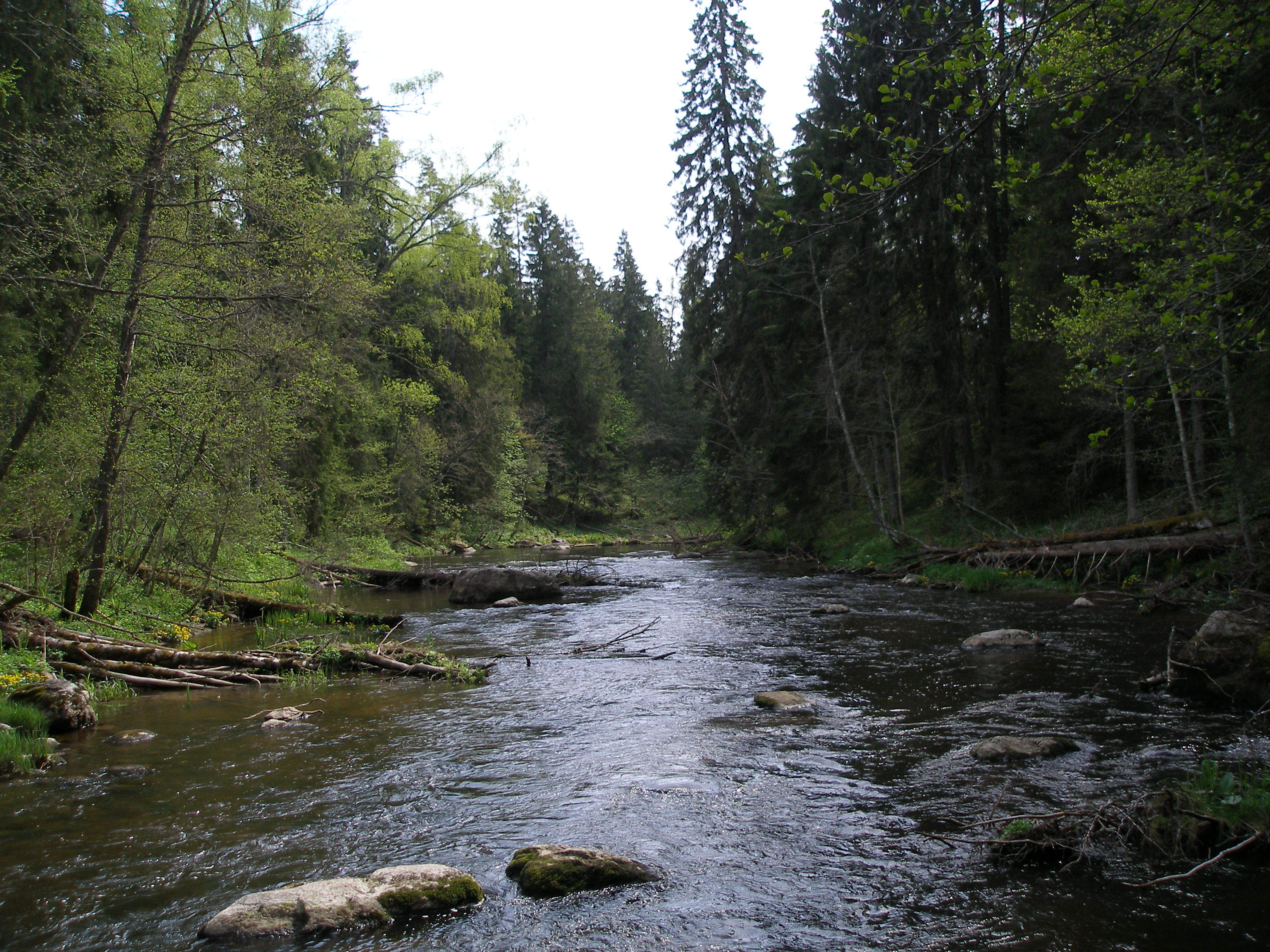
El riu Loobu prop de Porgaste
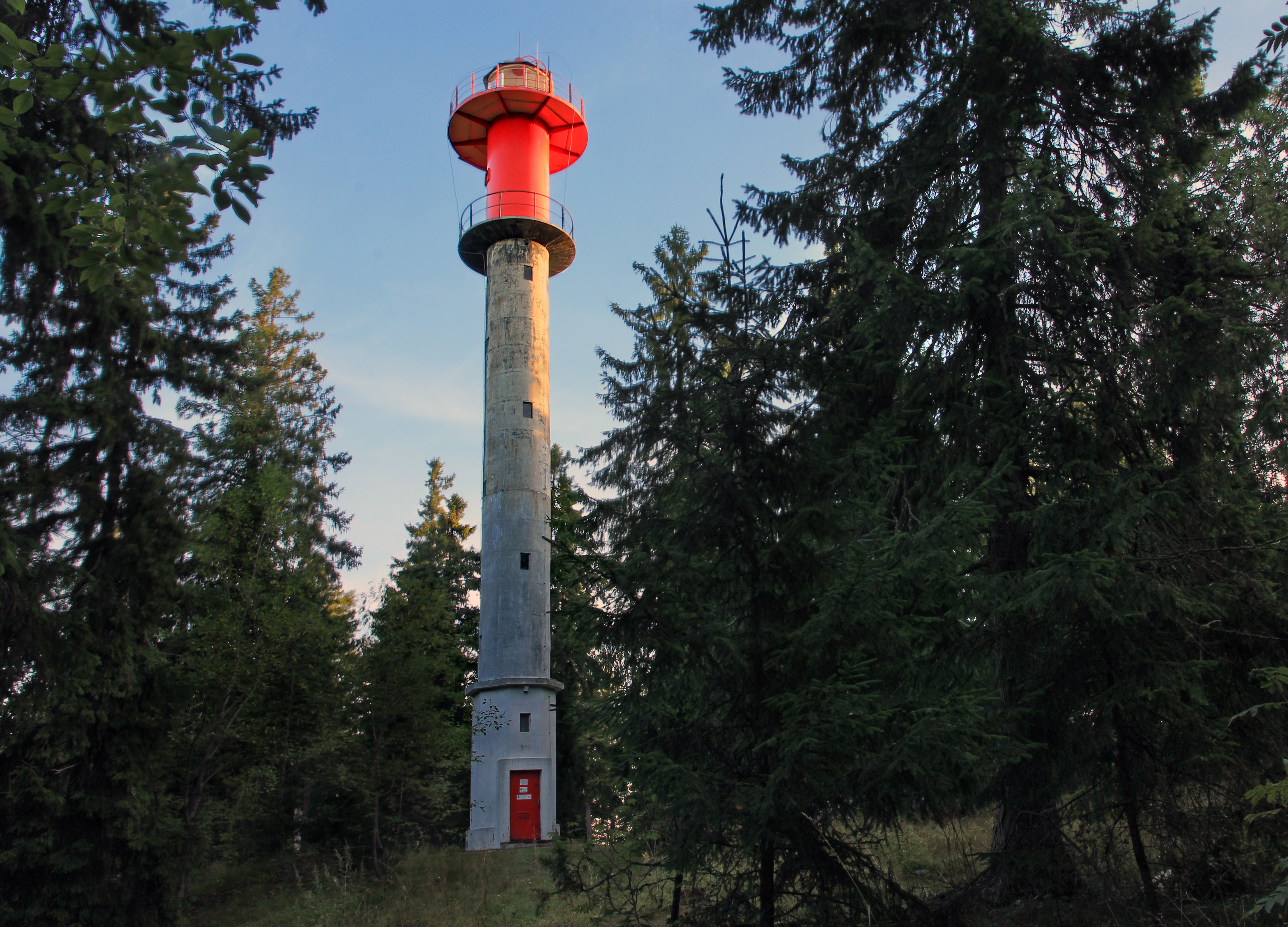
Far de Juminda
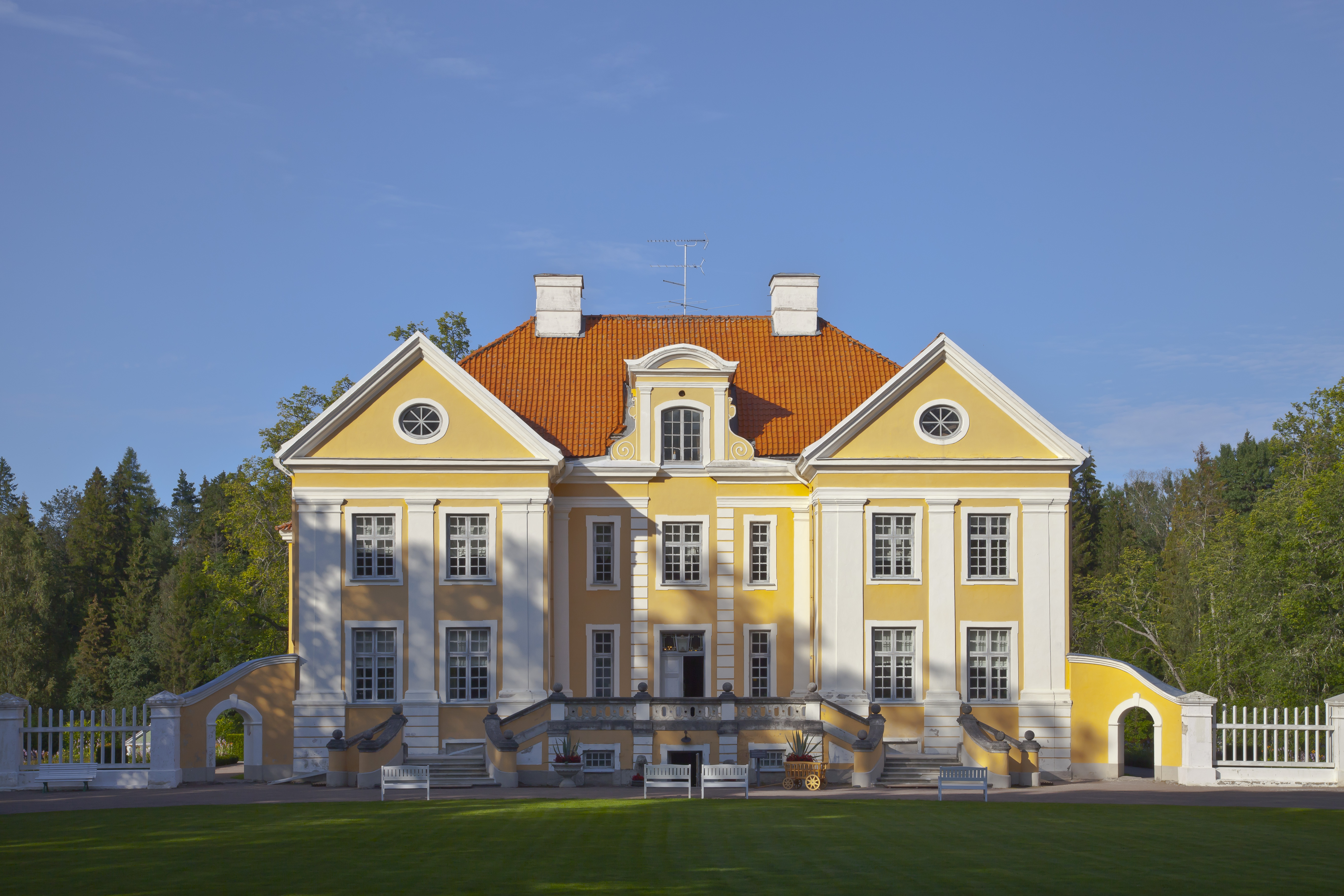
Palmse Manor
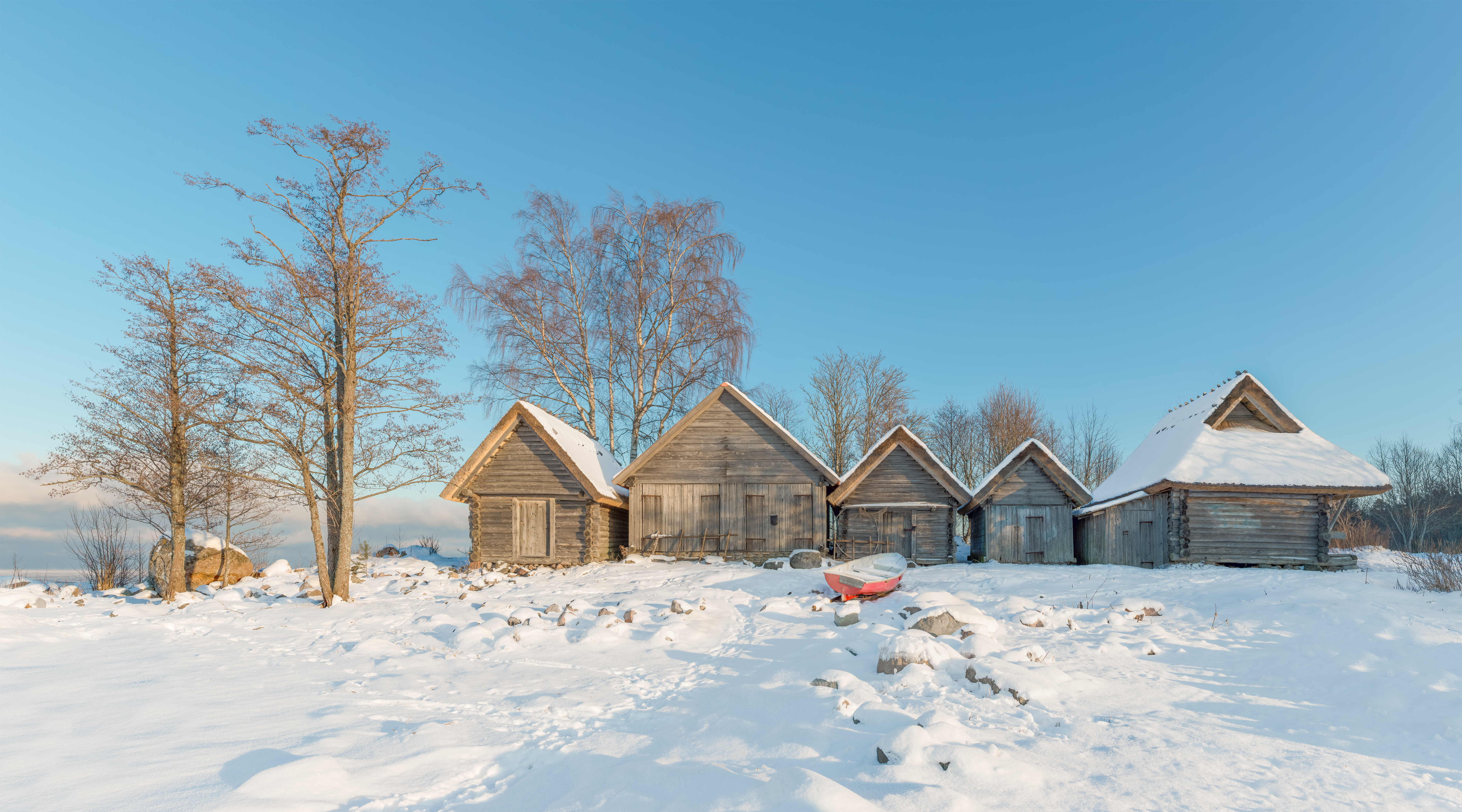
Casetes de pescadors vora el mar al poble pesquer d’Altja
Pedres glacials a la península de Pärispea
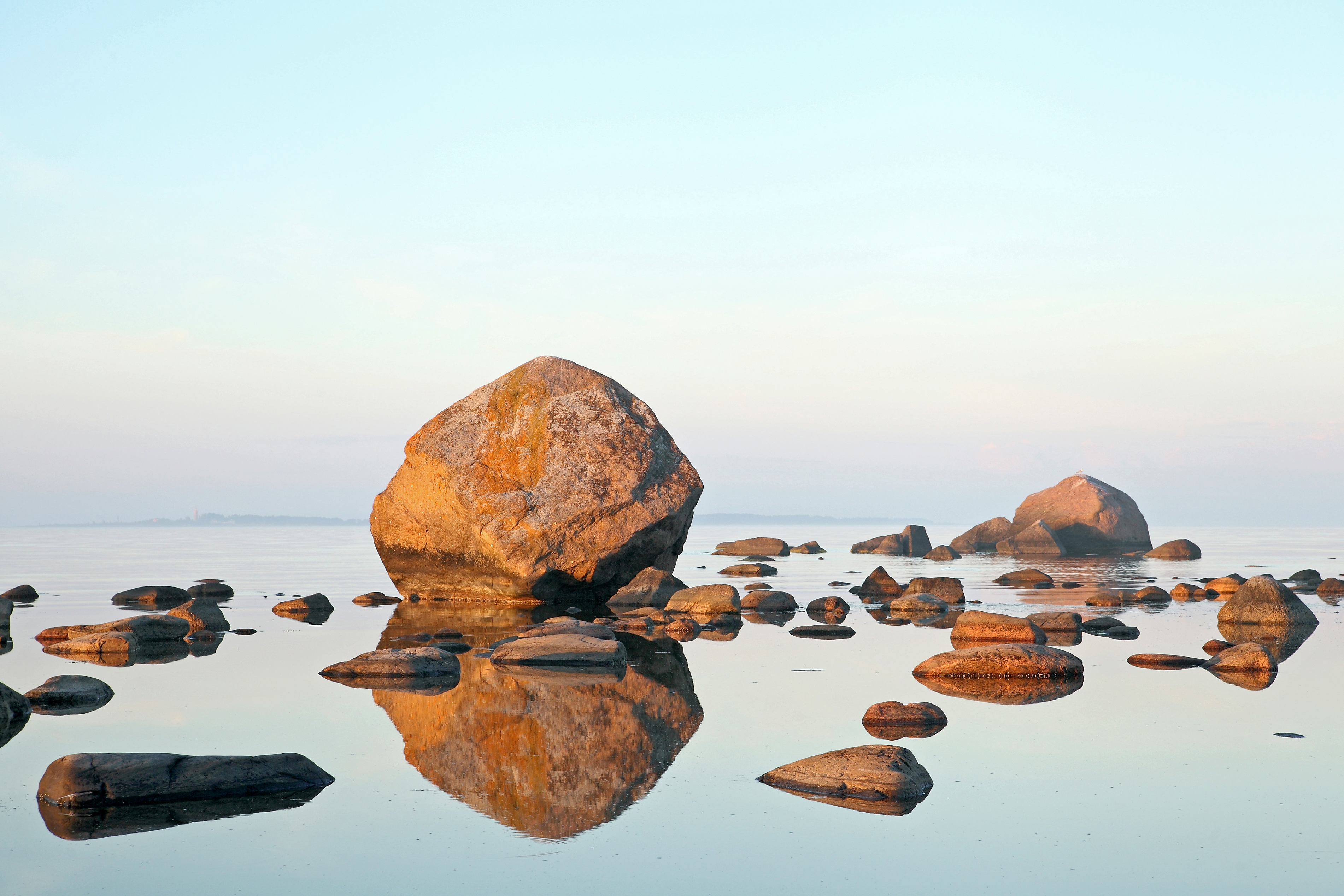
Roques glacials amb l'illa Mohni a l'horitzó
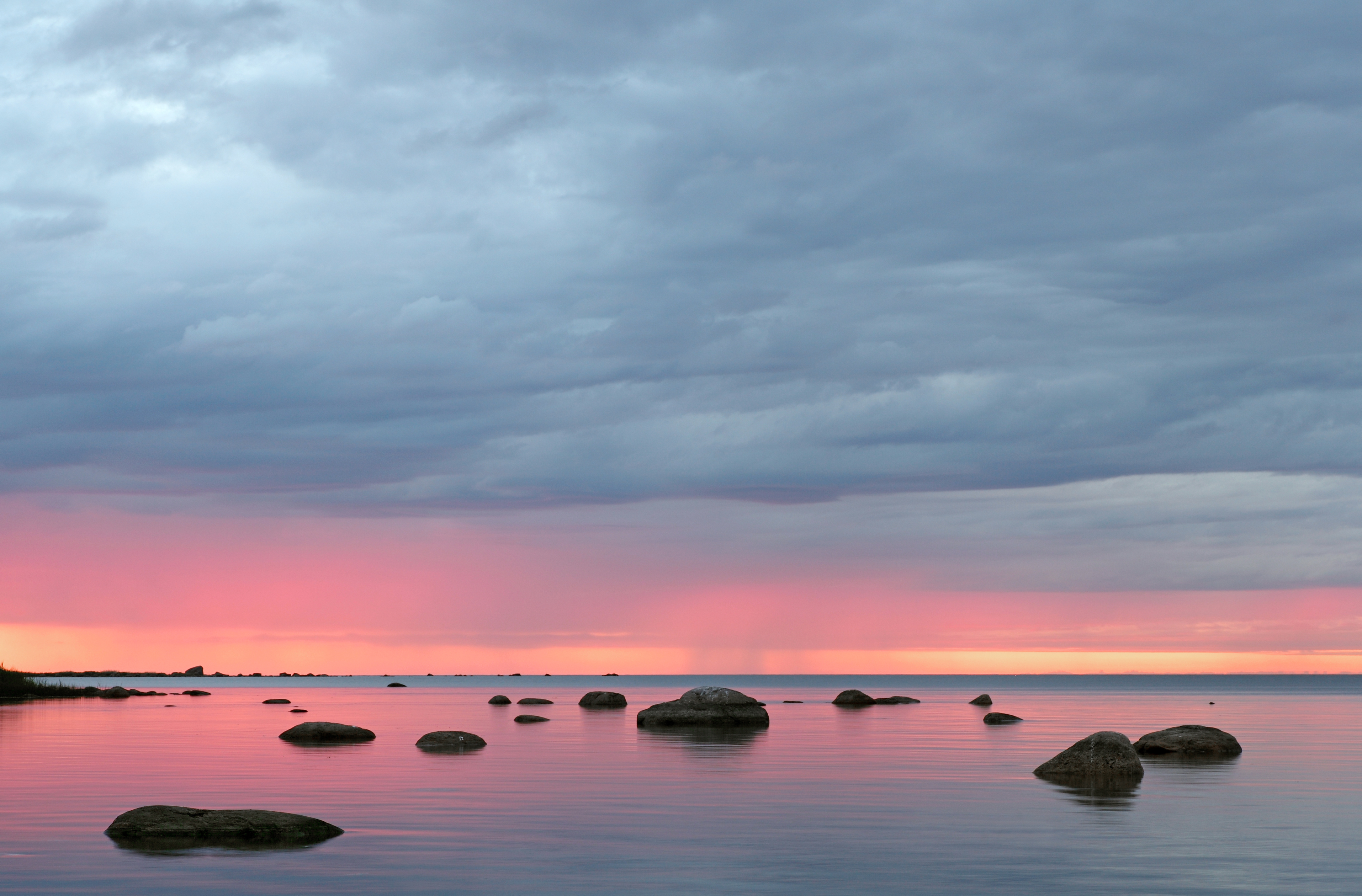
Hauaneeme Bay al poble de Pärispea